# Fizélyit
A fizélyit ritka szulfidásvány, amely főként arzént, antimont és vasat tartalmaz. Kristályai általában prizmás vagy tűs formában jelennek meg, gyakran fényes fémes csillogással. Főleg hidrotermális érctelepekben található, és gyakran más szulfidásványokkal társul. Az ásványt Fizély Sándor bányamérnök fedezte fel erdélyi Nagybánya melletti Herzsabányán (ma Herja, Románia), és az ő gyűjteményéből írta le Krenner József 1913-ban. Szerkezetileg rokon vegyülete az andorit.

## Keletkezése
A fizélyit keletkezése jellemzően hidrotermális folyamatokhoz köthető. Olyan környezetben alakul ki, ahol ólomban, arzénben és kénben gazdag oldatok vannak jelen. Az ásvány általában más ólom-, arzén- és kéntartalmú ásványokkal együtt, szulfidos ércesedési zónákban fordul elő, ahol az arzén és antimon magas koncentrációban van jelen.

## Előfordulása
A fizélyit megtalálható Németország, Csehország és Románia hidrotermális érctelepeiben. A Kárpát-medencében jelentős előfordulásai vannak Erdély területén, ahol az ércesedési zónák gazdagok szulfidos ásványokban. Szlovákiában is található fizélyit, például Körmöcbánya környéken.

### Előfordulása Magyarországon
Magyarországon ritkán fordul elő, de a börzsönyi Alsó-Rózsa-tárón kimutatták jelenlétét.

## Szerkezete, tulajdonságai
Megjelenését tekintve a fizélyit általában apró, tűszerű kristályokat alkot. Ezek a kristályok gyakran sugaras vagy legyezőszerű halmazokba rendeződnek. Színe jellemzően világosszürke vagy fehéres, néha halvány sárgás árnyalattal. Fénye gyöngyházfényű vagy fémes, ami különösen széppé teszi a jól fejlett példányokat. Keménysége a Mohs-skálán 2, tehát nagyon puha ásvány. Törése egyenetlen, hasadása pedig tökéletes. Külső jegyei alapján nehéz megkülönböztetni az ún. andorit-sor többi ásványától, az andorittól és a ramdohrittól.

## Felhasználása
Bár antimontartalma jelentős, ritkasága miatt ipari felhasználása nincs.